# Stenurella approximans
Stenurella approximans là một loài bọ cánh cứng trong họ Cerambycidae.